# Watteau (vonat)
A Watteau egy expresszvonat volt, amely Franciaországban közlekedett, összekötve a párizsi Gare du Nord pályaudvart Tourcoing-gel Észak-Franciaországban. A vonatot Antoine Watteau francia festőről nevezték el.

## Története
Egy évvel a TEE-hálózat megalakulása előtt a Francia Államvasút, az SNCF három üzleti utasoknak szánt vasúti járatot indított Párizsból a belga határtól északra fekvő ipari területekig. Ezeket a vonatokat mindkét irányba reggel, délben és az esti órákban indították el. Kezdetben a szolgáltatást RGP 600 sorozatú dízelmotorvonatokkal üzemeltették. 1959-ben ezeket lecserélték Corail személykocsikra és villamos mozdonyokra. Annak ellenére, hogy 1965-től a belföldi TEE-szolgáltatásokat is engedélyezték, ezeket az üzleti utasoknak szánt járatokat 1978-ig nem korszerűsítették. A TEE-vonatok korszerűsítésével együtt a járatok is új neveket kaptak. Az esti vonatpár a Watteau nevet kapta. 1991-ben Tourcoing és Párizs közötti járat az első osztályon kívül másodosztályú kocsikat is kapott és a TEE hálózat helyett egy alacsonyabb fokozatú Rapide kategóriába került át.
A Watteau Párizs és Brüsszel között 1993. május 23-tól két éven át ismét közlekedett. 1995. május 26-án járat megszűnt és ezzel a Watteau volt az utolsó menetrend szerinti TEE vonat. A TEE hálózat helyét az EuroCity hálózat vette át.